# Secuencia del rey Wen
En chino, la secuencia de hexagramas del rey Wen se escribe 文王卦序, lo cual dicho en español sería Wen Wang Gua Xu.  Xu significa secuencia y por lo demás existe otro artículo en la Wikipedia llamado Wen Wang Gua que es el nombre dado tradicionalmente al sistema de adivinación relacionado con el I Ching.
La secuencia misma es una serie de 64 figuras binarias (hexagramas del I-Ching), cada una compuesta de seis líneas enteras (yang) o partidas en dos (yin), u otra serie de ocho figuras compuestas de tres líneas cada una (trigramas).
Ambas secuencias se consideran a veces las segundas distribuciones formales más antiguas, precedidas solo por las de Fu Xi, aunque estas están asociadas más a menudo con Shao Yong. La leyenda dice que el rey Wen de Zhou diseñó sus secuencias en el siglo XII a. C. mientras estuvo preso por el tirano rey Zhou de Shang, y que murió en 1050 a. C..

## Características notables
Los 64 hexagramas están agrupados en 32 pares. La segunda combinación y pareja de cada par está generado al invertir el primero. En cuatro de estas inversiones de pares (v.gr rotación de 180° ) de cada hexagrama no se aprecian cambios (en cuyo caso las seis líneas deberían cambiar). El número de líneas que cambia entre socios pares es par ( 2, 4 o 6).El número de posibles arreglos diferentes de los 32 pares asociados es 32! = 2.63 × 1035.
Para pasar de un hexagrama al siguiente debe cambiar un mínimo de una línea. No existen casos en que cambien exactamente cinco líneas. La proporción de números pares e impares de cambios de línea entre los hexagramas es exactamente de 3:1. A su vez, 64 hexagramas × las seis líneas de 1 hexagrama = 384, el mismo número de días por año que se encuentra en antiguos calendarios lunares anuales (que se basaban en trece meses de lunaciones).

### Hexagramas duales
El libro I Ching se dividía en dos partes (o libros), la primera parte se ocupaba de los hexagramas 1 al 30 mientras que la segunda se ocupaba de los hexagramas 31 al 64 de la secuencia del rey Wen. La razón de esto no se menciona en los comentarios clásicos, aunque se explica en comentarios posteriores de la Dinastía Yuan.
ocho hexagramas son los mismos al revés y los otros 56 presentan un hexagrama diferente si son invertidos. Esto permite que los hexagramas sean mostrados sucintamente en dos columnas o filas iguales de hexagramas únicos de 18 cada uno; la mitad de los 56 hexagramas invertibles más 8 que son no invertibles.

### Tabla de Hexagramas
| ䷀ 乾 qián El Creativo, Cielo                               | 1 →  | \|\|\|\|\|\| |      |                                                             |
| ䷁ 坤 kūn El Receptivo, Tierra                              | 2 →  | ¦¦¦¦¦¦       |      |                                                             |
| ䷂ 屯 chún Dificultad al Comienzo                           | 3 →  | \|¦¦¦\|¦     | ← 4  | ䷃ 蒙 méng Loca Juventud                                     |
| ䷄ 需 xū Esperando                                          | 5 →  | \|\|\|¦\|¦   | ← 6  | ䷅ 訟 sòng Conflicto                                         |
| ䷆ 師 shī El Ejército                                       | 7 →  | ¦\|¦¦¦¦      | ← 8  | ䷇ 比 bǐ Sujetándose mutuamente                              |
| ䷈ 小畜 xiǎo chù El poder de Doma de los pequeños           | 9 →  | \|\|\|¦\|\|  | ← 10 | ䷉ 履 lǚ Amenaza (conducta)                                  |
| ䷊ 泰 tài Paz                                               | 11 → | \|\|\|¦¦¦    | ← 12 | ䷋ 否 pǐ Parada (estancamiento)                              |
| ䷌ 同人 tóng rén Comunión con los hombres                   | 13 → | \|¦\|\|\|\|  | ← 14 | ䷍ 大有 dà yǒu Posesión en gran medida                       |
| ䷎ 謙 qiān Modestia                                         | 15 → | ¦¦\|¦¦¦      | ← 16 | ䷏ 豫 yù Entusiasmo                                          |
| ䷐ 隨 suí Siguiendo                                         | 17 → | \|¦¦\|\|¦    | ← 18 | ䷑ 蠱 gŭ Trabajar en lo que ha sido estropeado (decaimiento) |
| ䷒ 臨 lín Aproximación                                      | 19 → | \|\|¦¦¦¦     | ← 20 | ䷓ 觀 guān Contemplación (Visión)                            |
| ䷔ 噬嗑 shì kè Morder a través de                           | 21 → | \|¦¦\|¦\|    | ← 22 | ䷕ 賁 bì Gracia                                              |
| ䷖ 剝 bō División Aparte                                    | 23 → | ¦¦¦¦¦\|      | ← 24 | ䷗ 復 fù Regreson (Punto de retorno)                         |
| ䷘ 無妄 wú wàng Inocencia (Lo inesperado)                   | 25 → | \|¦¦\|\|\|   | ← 26 | ䷙ 大畜 dà chù El poder de Doma de los grandes               |
| ䷚ 頤 yí Las comisuras de la boca (proporcionando alimento) | 27 → | \|¦¦¦¦\|     |      |                                                             |
| ䷛ 大過 dà guò Preponderancia de los Grandes                | 28 → | ¦\|\|\|\|¦   |      |                                                             |
| ䷜ 坎 kǎn El Abismo (Agua)                                  | 29 → | ¦\|¦¦\|¦     |      |                                                             |
| ䷝ 離 lí El aferrarse, fuego                                | 30 → | \|¦\|\|¦\|   |      |                                                             |

| ䷞ 咸 xián Influencia (Cortejando)              | 31 → | ¦¦\|\|\|¦   | ← 32 | ䷟ 恆 héng Duración                       |
| ䷠ 遯 dùn Retiro                                | 33 → | ¦¦\|\|\|\|  | ← 34 | ䷡ 大壯 dà zhuàng El Poder de los Grandes |
| ䷢ 晉 jìn Progress                              | 35 → | ¦¦¦\|¦\|    | ← 36 | ䷣ 明夷 míng yí Brillantez herida         |
| ䷤ 家人 jiā rén La Familia (TEl Clan)           | 37 → | \|¦\|¦\|\|  | ← 38 | ䷥ 睽 kuí Oposición                       |
| ䷦ 蹇 jiǎn Obstrucción                          | 39 → | ¦¦\|¦\|¦    | ← 40 | ䷧ 解 xiè Liberación                      |
| ䷨ 損 sǔn Disminución                           | 41 → | \|\|¦¦¦\|   | ← 42 | ䷩ 益 yì Aumento                          |
| ䷪ 夬 guài Penetrar (determinación)             | 43 → | \|\|\|\|\|¦ | ← 44 | ䷫ 姤 gòu Viniendo al encuentro           |
| ䷬ 萃 cuì Reunión juntos (formación)            | 45 → | ¦¦¦\|\|¦    | ← 46 | ䷭ 升 shēng Empuja hacia arriba           |
| ䷮ 困 kùn Opresión (agotamiento)                | 47 → | ¦\|¦\|\|¦   | ← 48 | ䷯ 井 jǐng El Pozo                        |
| ䷰ 革 gé Revolución (muda)                      | 49 → | \|¦\|\|\|¦  | ← 50 | ䷱ 鼎 dǐng El Caldero                     |
| ䷲ 震 zhèn El despertar (descarga, trueno)      | 51 → | \|¦¦\|¦¦    | ← 52 | ䷳ 艮 gèn Manteniendo aún, montaña        |
| ䷴ 漸 jiàn Desarrollo (Progreso Gradual)        | 53 → | ¦¦\|¦\|\|   | ← 54 | ䷵ 歸妹 guī mèi La doncella casándose     |
| ䷶ 豐 fēng Abundancia                           | 55 → | \|¦\|\|¦¦   | ← 56 | ䷷ 旅 lǚ El trotamundos                   |
| ䷸ 巽 xùn La Gentileza (la penetración, viento) | 57 → | ¦\|\|¦\|\|  | ← 58 | ䷹ 兌 duì El Alegre, Lago                 |
| ䷺ 渙 huàn Dispersión (Disolución)              | 59 → | ¦\|¦¦\|\|   | ← 60 | ䷻ 節 jié Limitación                      |
| ䷼ 中孚 zhōng fú Verdad interna                 | 61 → | \|\|¦¦\|\|  |      |                                          |
| ䷽ 小過 xiǎo guò Preponderancia de los pequeños | 62 → | ¦¦\|\|¦¦    |      |                                          |
| ䷾ 既濟 jì jì Después de terminar               | 63 → | \|¦\|¦\|¦   | ← 64 | ䷿ 未濟 wèi jì Antes de terminar          |

## Presentación en tablero de ajedrez
|    |    |    |    |    |    |    |    |
| 1  | 2  | 3  | 4  | 5  | 6  | 7  | 8  |
|    |    |    |    |    |    |    |    |
| 9  | 10 | 11 | 12 | 13 | 14 | 15 | 16 |
|    |    |    |    |    |    |    |    |
| 17 | 18 | 19 | 20 | 21 | 22 | 23 | 24 |
|    |    |    |    |    |    |    |    |
| 25 | 26 | 27 | 28 | 29 | 30 | 31 | 32 |
|    |    |    |    |    |    |    |    |
| 33 | 34 | 35 | 36 | 37 | 38 | 39 | 40 |
|    |    |    |    |    |    |    |    |
| 41 | 42 | 43 | 44 | 45 | 46 | 47 | 48 |
|    |    |    |    |    |    |    |    |
| 49 | 50 | 51 | 52 | 53 | 54 | 55 | 56 |
|    |    |    |    |    |    |    |    |
| 57 | 58 | 59 | 60 | 61 | 62 | 63 | 64 |

## Explicación
Durante siglos hubo muchos intentos para explicar esta secuencia.
Su verdadera base matemática combinatoria presuntamente se explicó por primera vez en 2006.
Existe evidencia de una estructura matemática en la secuencia de varios grupos de hexagramas que apuntan a un cuidadoso arreglo en lugar de una distribución aleatoria.

## Otras secuencias de hexagramas
- Secuencia Binaria del I-Ching, también conocida como Secuencia Fu Xi o Secuencia Shao Yong.
- Secuencia Mawangdui.[9]
- Secuencia de los Ocho Palacios, atribuida a Jing Fang.[10][11]